# 盧埃林·羅克維爾

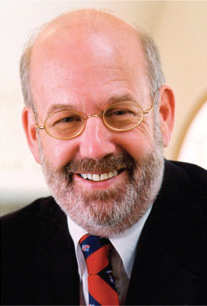
盧埃林·羅克維爾

小盧埃林·哈里森·羅克維爾（Llewellyn Harrison Rockwell, Jr.，1944年7月1日—），也常簡稱為盧·羅克維爾（Lew Rockwell），是美國的自由意志主義經濟學家和政治評論員。他是位於阿拉巴馬州的路德維希·馮·米塞斯協會的創辦人和會長、以及加利福尼亞州的自由意志主義研究中心（Center for Libertarian Studies）的副所長，同時他也是著名的政治部落格網站LewRockwell.com （页面存档备份，存于）的經營者。羅克維爾是穆瑞·羅斯巴德的重要學生和同僚之一，師徒兩人的情誼一直維持至羅斯巴德於1995年去世為止。和羅斯巴德相同的是，羅克維爾在政治意識形態上也抱持著自由意志主義的無政府資本主義思想，同時也支持文化保守主義和奧地利經濟學派的經濟理論。在支持政治概念上的聯邦主義的同時，羅克維爾也支持地方州分離的權利、並支持政治權力的分散。在宗教信仰上羅克維爾是一個天主教徒。

## 生平
1944年生於馬薩諸塞州的波士頓，他的父親是一個塔夫脫共和黨人。羅克維爾自小就受到了軍事不干預思想影響。他很小就接觸了法国自由学派的無為和奧地利經濟學派思想，在十二歲生日那天從親戚那裡收到了亨利·赫茲利特的《一課經濟學》作為生日禮物。以後在少年時代，羅克維爾感覺到自己的想法偏離了主流的保守主義思想。
“隨著時間的推移，我開始意識到自己不僅和左派格格不入，也不屬於當政的保守主義政黨，他們把冷戰當作第一原則。我漸漸懷疑起正式的右翼想法，尤其是在越戰期間......我在1964年不情願的成了一個戈德華特派，但是到了1968年，我為麥卡錫工作過很短的一段時間。” 
在塔夫斯大學得到了英語學士學位，然後他去了尼爾·麥卡弗里在1965年建立的阿靈頓舍出版社。在阿靈頓舍，羅克維爾從事圖書編輯工作，經手過比爾·里肯巴克, 哈里·布朗，喬治·羅切，以及亨利·赫茲利特等作者的書籍。正是在阿靈頓舍，羅克維爾熟悉了路德維希·馮·米塞斯的作品。 
阿靈頓舍在1970年代中期解散，在那時，羅克維爾已經去了希爾斯代爾學院工作。羅克維爾在阿靈頓舍時認識的喬治·羅切在1971年成為了那所學院的校長。在他擔任校長期間，羅克維爾創辦了希爾斯代爾學院出版社，建立了學院的月刊第一（原文是拉丁語 Imprimis ），同時負責籌款和公共關係。加里·諾斯稱讚說羅克維爾成功借用倫納德·里德的方法創辦了這份月刊。
“他在發起希爾斯代爾學院月刊的時候應用了里德的策略。喬治1羅切過去一直為里德工作，直到1971年擔任這所學院的院長。他想把《自由人》雜誌帶到希爾斯代爾，但是當然不可能做到。於是，他聘請羅克維爾創辦了《第一》。希爾斯代爾採用贈送的方式發行這份時事通訊。和《自由人》一樣，這份刊物以思想為基礎，不是在呼籲捐贈。它成了有史以來經濟上最成功的以籌款方式經營的時事通訊，為希爾斯代爾募集到了數億美元。如今它有一百七十萬訂閱者，是學院的命脈。”
羅克維爾在1975年為希爾斯代爾工作期間遇到了穆瑞·羅斯巴德。羅克維爾認為是羅斯巴德說服他徹底捨棄了國家主義思想：
“當時我很清楚穆瑞·羅斯巴德是米塞斯的繼任者，我仔細的研讀了他的著作。1975年我第一次遇到他，當下就意識到我和他志趣相投......我不記得自己是什麼時候覺悟到國家是不必要的存在，國家的本質是具有破壞性質的——不可能改善，只會摧毀產生自財產權利、商品交換、自然社會權威的社會和經濟系統——但我確實知道是羅斯巴德最終說服我跨出了最後一步。”

### 為羅恩·保羅工作
羅克維爾在1978到1982年間擔任了眾議員羅恩·保羅的幕僚長。他多年來一直和保羅保持著工作夥伴關係，是“羅恩·保羅投資通訊”的特約編輯；是保羅1988年代表自由意志黨競選美國總統時的顧問；保羅在1992年競選共和黨總統候選人提名时，他是保羅試探委員會的副主席。
在2008年初，自由意志主義刊物《理性》雜誌發表了一篇文章討論了羅恩·保羅通訊錄裡的一些種族歧視文章。《理性》斷言“大約有六七個自由意志主義長期積極分子——包括了一些仍然和保羅很接近的人”指認了羅克維爾是羅恩·保羅的“首席影子作家”，撰寫了“1989年到1994年”出版的通訊錄。根據《理性》的說法，羅克維爾否認自己应對有爭議的內容負責，稱這種指責是“對政治敵人歇斯底里的抹黑”。

### 路德維希·馮·米塞斯研究所
1982年，羅克維爾在阿拉巴馬的奧本市建立了米塞斯研究院，此後一直擔任研究院的主席，直到2009年夏季換成了董事會主席一職。

### 古自由意志主義
1985 年，羅克維爾替“保守黨文摘”做特約編輯。在 1990年代，羅斯巴德、羅克維爾以及其他人用古自由意志主義描述他們的觀點，不過羅克維爾不再延用這個名詞。 政治研究協會的創始人珍·哈迪斯蒂（Jean Hardisty）在1999年撰文，認為羅克維爾是“右翼自由意志主義”的古保守主義派別裡最有影響力的推動者。

## LewRockwell.com
LewRockwell.com （页面存档备份，存于）的主要特色是摘選了大量非主流的文章，包括了反戰和反帝國主義的文章，有時甚至還有批判亚伯拉罕·林肯的文章出現。網站也包括了反對美國參加二戰的文章，並且批評一些美國國內的干預主義政策為經濟法西斯主義。但里面存在很多阴谋论，例如使用不实宣传称赞2022年俄罗斯入侵乌克兰中的普京、反犹太人和否认大屠杀。網站也因此招致不少批評。

## 著作
親自撰寫：
- Speaking of Liberty (2003), ISBN 0-945466-38-2

編輯:
- Man, Economy, and Liberty: Essays in Honor of Murray N. Rothbard (與瓦特·布拉克合著) (1986), ISBN 99911-786-2-7
- The Free Market Reader (1988), ISBN 0-945466-02-1
- The Economics of Liberty (1990), ISBN 0-945466-08-0
- The Gold Standard: Perspectives in the Austrian School (1992), ISBN 0-945466-11-0
- The Irrepressible Rothbard (2000), ISBN 1-883959-02-0

## 外部連結
- LewRockwell.com （页面存档备份，存于）
- 路德維希·馮·米塞斯研究所 （页面存档备份，存于）
- 在LewRockwell.com的文集 （页面存档备份，存于）
- 在Mises.org的文章 （页面存档备份，存于）